# Masia i Torre de la Chirivilla (Sucaina)
La Masia de la Chirivilla, coneguda com a “Torre Mora”, a Sucaina, a la comarca de l'Alt Millars és una antiga alqueria musulmana catalogada com a Bé d'Interès Cultural, per declaració genèrica i categoria de Monument, sense inscripció ministerial, però amb codi autonòmic: 12.08.142-002.

## Història
La Masia de la Chirivilla que se situa prop de la població de Sucaina, estava dotada d'una torre defensiva d'origen musulmà.
La masia i la seva torre estan documentades per escrit des dels segles xiii i xiv, en els quals se'ls nomena com a part de propietats que passen de mans en els temps de la reconquesta cristiana d'aquestes terres.

## Descripció
La masia està constituïda per un conjunt d'edificacions per a diversos usos, entre les quals es troba la mateixa torre que s'utilitzava tant per a vigilància com per a la defensa dels pobladors de la masia i d'altres residències properes. Està datada des de l'època medieval i per les restes pot considerar-se probable que tota ella estigués voltada per una muralla. De la torre en l'actualitat no queden més que restes dels seus basaments, però pot dir-se que presentava planta quadrada i era de fàbrica de paredat amb reforços en les cantonades a força de carreus.